# 유자혜
유자혜(劉子惠, ? ~ ?) 또는 유혜(劉惠)는 중국 후한 말기의 관료로, 중산국 사람이다.

## 생애
기주목 한복의 치중종사(治中從事)였다.
한복이 종사들을 불러모아 말린 고기의 장단점에 대해 물어보니, 다음과 같이 대답하였다.
| “ | 일전에 제게 내려주신 말린 고기 중 100근이 남아 이를 팔았는데, 주 내에서 충분히 유통되어 사치함과 검소함의 차이가 없어졌습니다. 이는 말린 고기가 관리와 병사들의 노고를 위로해주었기 때문에, 이것을 팖으로써 검소함을 보여준 것입니다. | ” |

초평 원년(190년), 교모는 동탁을 토벌하자는 내용의 격문을 돌렸다. 이를 읽은 한복은 관리들을 불러 모아놓고, "동탁과 원소 중 어느 편을 드는 것이 좋겠소?"라고 말하며 자문을 구하였다. 이에 유자혜는
| “ | 나라를 위해 군세를 일으키는데, 동씨니 원씨니 따질 때입니까? 군세를 일으키는 것은 위험한 일이니, 서둘러서는 안 됩니다. 다른 주들을 살펴보아, 먼저 나서는 이가 있다면 그 다음에 이에 응하십시오. 기주는 다른 주들에 비해 약한 곳이 아니니, 선두에 서지 않더라도 다른 주의 공이 기주보다 앞서지는 않을 것입니다. | ” |

라고 진언하였다. 한복은 이를 옳게 여겨 반동탁연합에 가담했으나 한편으론 원소의 신망이 높아지는 것을 견제해 원소에게 보내는 군량을 끊어 원소의 군대를 흩어지게 만들려고 했고 이로 인해 원소는 아무런 군사활동도 취할 수가 없었다.
얼마 후 연주자사 유대는 "동탁을 토벌한 후에는 역적 한복을 쳐야 한다"라는 내용의 격문을 돌렸다. 격문을 받아보고 이를 두려워한 한복은 유자혜에게 책임을 물어 그를 죽이려 하였으나, 장사 경무의 만류로 그를 살려주는 대신에 쫓아내어 관청 문 앞을 쓸게 하였다.